# Kloster Zarnowitz
Das Kloster Zarnowitz ist ein ehemaliges Zisterzienser- und späteres Benediktiner-Nonnenkloster in Zarnowitz (poln. Żarnowiec) in der historischen Region Westpreußen.

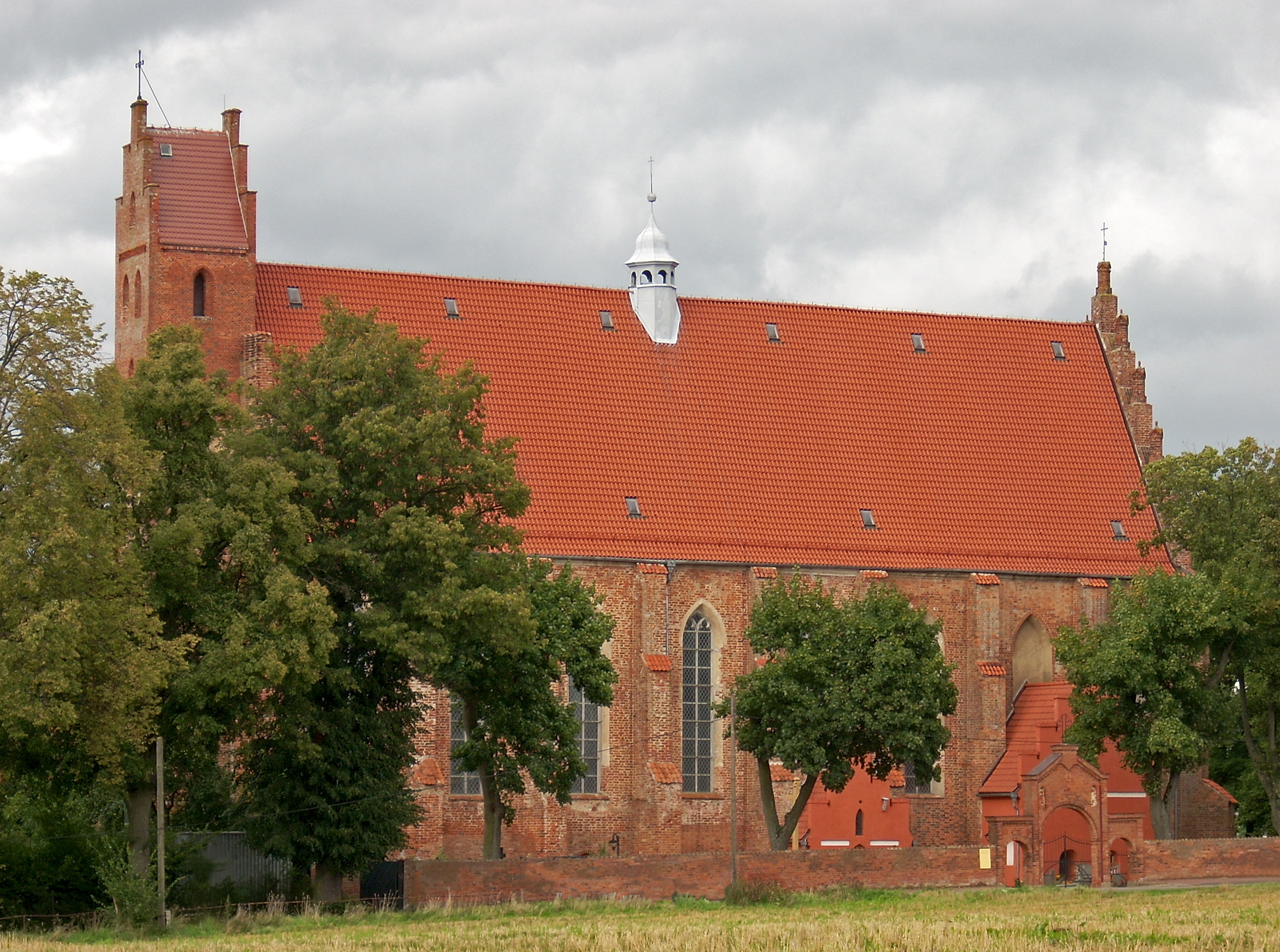
Klosterkirche in Zarnowitz

Zarnowitz westlich der Danziger Bucht, nordwestlich der Städte Danzig und Neustadt in Westpreußen sowie östlich der Nordspitze des Zarnowitzer Sees an der Ostsee, auf einer Landkarte von 1910

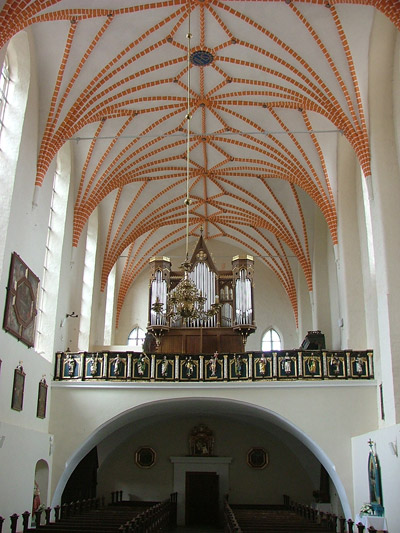
Sternengewölbe und Orgel (1889) der Klosterkirche

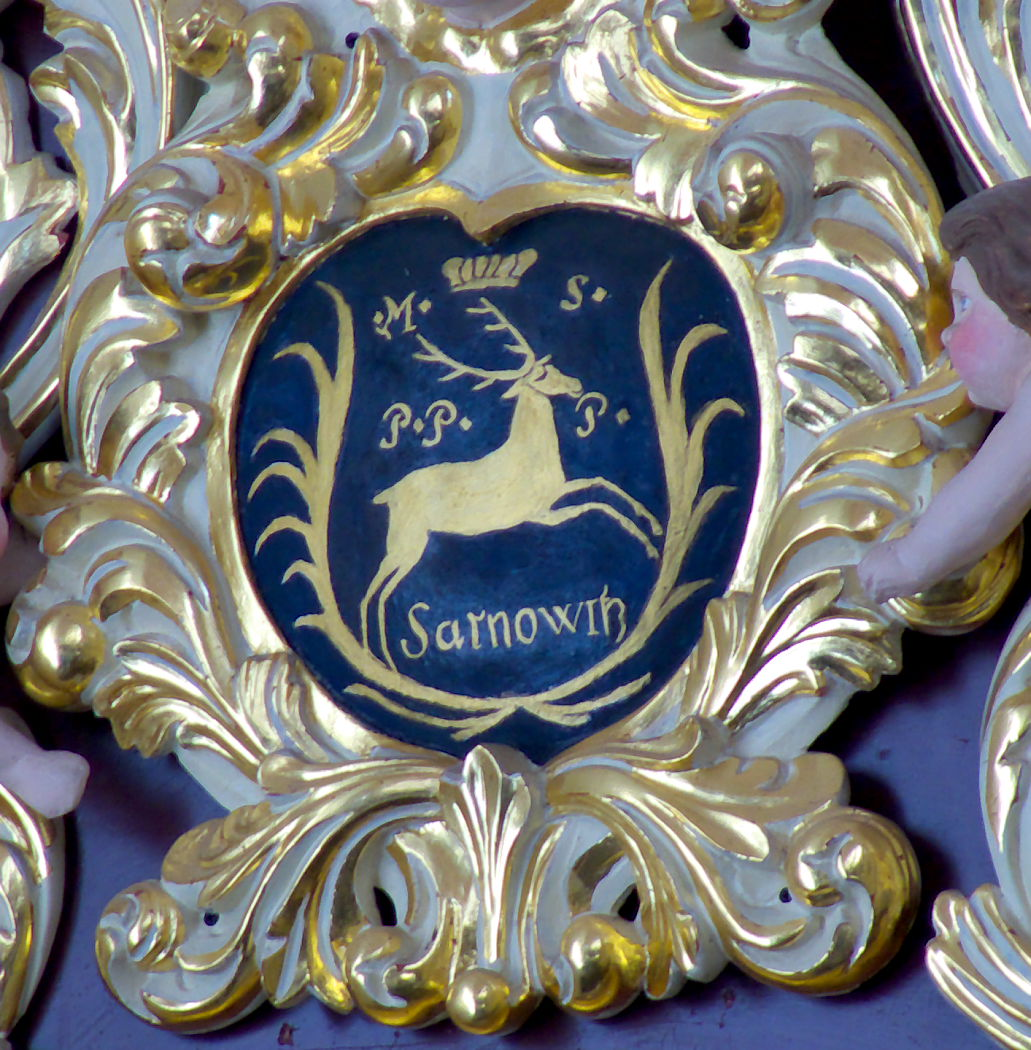
Wandschmuck in der Klosterkirche

## Geschichte
Das Dorf Zarnowitz (heute polnisch Żarnowiec) östlich des Zarnowitzer Sees nordwestlich von Danzig war bereits zwischen 1215 und 1220 eine Eigentumsortschaft des Klosters Oliva gewesen. Der pomerellische Fürst Subislaus (auch Subislaw), ein Sohn von Sambor I., hatte es 1215  neben dem Dorf Rumna (später Rahmel)  und anderen Gütern dem Kloster geschenkt. Vor 1235 gründete das Kloster Oliva hier eine Filiale für Nonnen des Zisterzienserordens. Das geht aus einer von Herzog Swantopolk II. im Jahr 1235 ausgestellten Urkunde hervor, mit der er dem Kloster Oliva alle seine Güter bestätigte, darunter auch das Nonnenkloster in Sarnowitz.
Als Ausstattung wurde dem Nonnenkloster das Dorf Sarnowitz übereignet. Seit 1257 besaß das Nonnenkloster außerdem das im benachbarten Herzogtum Pommern, an der westlichen Seite des Zarnowitzer Sees gelegene Dorf Wierschutzin (Wierzchucino); es hatte es in Belgard von Swantopolk II. mit Zustimmung des Herzogs Ratibor von Pomerellen geschenkt bekommen. Swantopolk hatte das Dorf gleichzeitig von allen Zöllen für Personen, Sachen und Schiffe befreit und den Dorfbewohnern außerdem das Recht eingeräumt, in der Ostsee zu fischen. In den Urkunden des Klosters Oliva tauchen noch drei weitere Dörfer auf, die als „Dörfer der Nonnen“ bezeichnet werden. Im Jahr 1276 bestätigt der pommerellische Herzog Mestwin II. dem Kloster Zarnowitz den Besitz des Dorfes Dirschau; 1277 bestätigt er dem Kloster den Besitz des Dorfes Zarnowitz und schenkt ihm außerdem das Dorf Odargau.
Einer mündlichen Überlieferung zufolge stellten sich die Nonnen und Mönche des Klosters 1433 wegen der Bedrohung durch Hussiten-Horden, die auf polnischer Seite gegen den Deutschordensstaat kämpften, unter den Schutz der Stadt Danzig. Im selben Jahr suchten auch die Mönche des Klosters Oliva, das ebenfalls von den Hussiten bedrängt wurde, Schutz in Danzig. Im Jahr 1486 war Abt Nikolaus vom Kloster Oliva der Vorsteher des Klosters Zarnowitz. Im Jahr 1440 starben elf Nonnen an der Pest. 1462 wurde das Kloster während der Schlacht bei Schwetzin zwischen den Deutschordensrittern und einer polnischen Heerschar in Mitleidenschaft gezogen.
1583 besaß das Nonnenkloster bereits sieben Dörfer, den Zarnowitzer See und Wiesen an der Ostsee. Bis 1590 blieb das Kloster unter der Aufsicht des Klosters Oliva. Während der Reformationszeit wurde das Kloster aufgelöst; Ende des 16. Jahrhunderts lebten im Kloster nur noch drei Nonnen.
Anschließend wurde das Kloster von Nonnen des Benediktinerordens in Kulm aufgekauft, in ein selbständiges Benediktiner-Nonnenkloster umgewandelt und mit neuem Leben erfüllt. In der Klosterschule erlernten junge Mädchen Handarbeiten, unter anderem auch die Stickerei-Kunst. Eine tatkräftige Äbtissin um das Jahr 1762 war Hedwig von Kalkstein, unter der das Klostergebäude erweitert wurde. Das Kloster galt als reich.
Im Rahmen des preußischen Kulturkampfs gegen Ende des 19. Jahrhunderts wurde das Kloster erneut geschlossen. Grund und Boden wurden von einem Treuhänder übernommen. Das Kloster mit seinen Wirtschaftsgebäuden wurde als landwirtschaftlicher Betrieb genutzt, ein Zustand, der bis 1945 anhielt. Bald darauf wurde das Kloster vom Benediktinerinnen-Orden neu gegründet. Das Inventar war erhalten geblieben.
Die Anfänge der Klosterkirche, die nur ein Schiff hat, gehen auf das 14. bis 15. Jahrhundert zurück. Umbauten wurden im 17. Jahrhundert und Renovierungen im 19. und 20. Jahrhundert vorgenommen. Beim letzten Umbau, der 1898 stattfand, wurde der vorher vorhanden gewesene Barockhelm entfernt und durch ein einfaches Dach ersetzt. Beim Umbau von 1850 wurde der Chorraum für die Nonnen verkleinert.
Seit dem 17. Jahrhundert umgibt Kloster und Klosterkirche eine Klostermauer. Außerhalb der Klostermauern befindet sich ein zum Stift gehöriges Haus aus Stein aus dem Jahr 1409, das mehrfach umgebaut wurde und das verschiedenen Zwecken gedient hat.
Bis zum Ende des Ersten Weltkriegs grenzte das in Westpreußen gelegene Dorf und Kloster Zarnowitz mit seinen Gemarkungen in westlicher Richtung an den Landkreis Lauenburg der Provinz Pommern. Grenzfluss war die aus dem Zarnowitzer See heraus in nördlicher Richtung in die Ostsee fließende Piasnitz. Seit 1919 verlief hier die Westgrenze des Polnischen Korridors.

## Baubestand
Von den Klostergebäuden ist ein Westflügel erhalten, der sich an die Nordseite der Kirche lehnt. Die Kirche aus der ersten Hälfte des 14. Jahrhunderts ist ein großer und schmaler Bau. Die abgetreppten Strebepfeiler an der Südseite und die schmalen Fenster verweisen auf die Frühzeit der Bautätigkeit unter dem Deutschen Orden. An die Nordseite stößt der Klosterkreuzgang an. Beiderseits des Westtürmchens ist die Westgiebel mit schlichten Blenden und Zinnen verziert. Der Oberteil des Turms stammt aus dem 19. Jahrhundert.

## Innenausstattung
Den Innenraum der Klosterkirche schmückt ein gotisches Sternengewölbe. Die Orgel von 1889 stammt aus Elbing. Die Kirche enthält Kunstgegenstände aus verschiedenen Epochen, darunter:
- eine  aus polychromem Holz geschnitzte Pietà  aus dem Jahr 1430
- eine gotische Skulptur aus dem Jahr 1415, die die hl. Katharina darstellt
- handgedruckte und teilweise von den Nonnen selbst handgeschriebene Messbücher aus dem 15. bis 18. Jahrhundert
- eine hölzerne Christus-Skulptur aus der ersten Hälfte des 16. Jahrhunderts
- sechs Barock-Altäre aus dem 17. bis 18. Jahrhundert
- eine Barock-Taufschüssel aus der ersten Hälfte des 18. Jahrhunderts
- eine Kanzel im Rokoko-Stil aus der zweiten Hälfte des 18. Jahrhunderts
- eine Barock-Stele von 1719
- einen bebilderten Hochaltar von 1700 mit Silberbekleidungen, die von Danziger Goldschmieden gefertigt wurden
- zwei kunsthistorisch kostbare Seitenaltäre aus dem 17. Jahrhundert

In der Mitte des Kirchenschiffs befindet sich das Grab des Ordensritters Fritz Raveneck († 1462), der während der Schlacht bei Schwetzin fiel. und dessen Leichnam seine Krieger hierher brachten. Sein Grab schmückt ein Epitaph aus Marmor, das den Ritter in Lebensgröße zeigt. In der Kirche befindet sich außerdem eine Grabplatte des Grabes der Anna Gruduel († 1512) aus Putzig. Weitere Skulpturen aus dem 15. bis 18. Jahrhundert befinden sich im Kreuzgang des Klosters. Zahlreiche Messgewänder und Ornate aus dem 17. und 18. Jahrhundert sind erhalten geblieben; sie sind denjenigen vergleichbar, die man Anfang der 1930er Jahre in einer Nische der Danziger Marienkirche eingemauert vorfand.
In der Schatzkammern des Klosters befindet sich eine versilberte und vergoldete Reliquienbüste der hl. Ursula aus dem zweiten Viertel des 15. Jahrhunderts.
In der Schatzkammer des Klosters werden Textilproben aufbewahrt, die die Mustervielfalt der in der Klosterschule gelehrten kaschubischen Stickerei-Kunst dokumentieren. Außerdem enthält die Schatzkammer Mess-Utensilien wie Kelche, ein kostbares Choralbuch aus dem Jahr 1458 und weitere prunkvolle Gesangbücher aus demselben Zeitraum.